# Granville (Schiff)
Die Granville ist eine französische Schnellfähre, die im Fährverkehr zu den Kanalinseln eingesetzt wird. Das Schiff wurde 2006 als Bornholm Express in Dienst gestellt und bis 2014 im Fährverkehr zur Insel Bornholm und der Inselgruppe Christiansø eingesetzt.

## Geschichte

### Bornholm Express
Die Fähre wurde von WaveMaster International in Henderson, Australien, entworfen. Der Vertrag zum Bau des Schiffes wurde am 26. Mai 2004 geschlossen. Die von WaveMaster International gebaute Fähre sollte am 1. April 2005 abgeliefert werden. Durch die Insolvenz der Bauwerft im November 2004 kam es zu Verzögerungen beim Bau. Mit dem Weiterbau der Fähre wurde die Damen Shipyards Group beauftragt, die das Schiff auf ihrer Werft in Singapur am 26. Februar 2006 fertigstellte. Anschließend wurde es nach Kopenhagen verschifft. Am 28. April 2006 wurde die Fähre an die Reederei Christiansøfarten abgeliefert.
Christiansøfarten setzte das Schiff unter der Flagge Dänemarks im Fährverkehr zwischen Allinge auf Bornholm und Simrishamn in Schweden sowie zwischen Allinge und Christiansø ein. Es diente auch als Postschiff. Nachdem Post Danmark den Vertrag mit der Reederei 2013 gekündigt hatte, wurde das Schiff verkauft und die Verbindung durch Christiansøfarten eingestellt.

### Granville
Ende April 2014 wurde das Schiff nach Frankreich überführt. Die Fähre wird von Manche îles Express als Granville (benannt nach der Stadt in der Normandie) unter französischer Flagge eingesetzt. Sie verbindet das französische Festland mit den zum Vereinigten Königreich gehörenden Kanalinseln.

## Technische Daten und Ausstattung
Das Schiff wird von drei Viertakt-Sechszylinder-Dieselmotoren des Herstellers Caterpillar (Typ: C32) mit zusammen 2709 kW Leistung angetrieben. Die Motoren wirken über Getriebe auf drei Propeller. Das Schiff ist mit zwei Bugstrahlrudern mit jeweils 15 kW Leistung ausgestattet. Für die Stromerzeugung an Bord stehen zwei Generatoren mit 135 kVA Scheinleistung zur Verfügung, die von zwei Caterpillar-Dieselmotoren mit 108 kW Leistung angetrieben werden. Die Motorenanlage ist auf zwei Maschinenräume verteilt. In einem der Maschinenräume ist ein Hauptmotor und ein Generatorsatz, im anderen sind zwei Hauptmotoren und ein Generatorsatz untergebracht.
Rumpf und Aufbauten sind aus Aluminium. Die Fähre verfügt über drei Decks. Auf dem Hauptdeck befinden sich auf beiden Seiten Zugänge für die Passagiere. Auf dem Deck stehen in zwei Bereichen insgesamt 245 Sitzplätze zur Verfügung. Weiterhin befinden sich auf dem Deck ein Kiosk, Toiletten und Stauraum für Gepäck. Unter dem Hauptdeck befinden sich die Maschinenräume. Über dem Hauptdeck befindet sich ein Sonnendeck mit 66 Sitzplätzen sowie das Steuerhaus.